# Cynotilapia
Cynotilapia är ett släkte av fiskar. Cynotilapia ingår i familjen Cichlidae.
Kladogram enligt Catalogue of Life:
| Cynotilapia | \| \| Cynotilapia afra \| \| \| \| \| \| Cynotilapia axelrodi \| \| \| \| \| \| Cynotilapia pulpican \| \| \| \| |
|             | \| \| Cynotilapia afra \| \| \| \| \| \| Cynotilapia axelrodi \| \| \| \| \| \| Cynotilapia pulpican \| \| \| \| |
|             | Cynotilapia afra                                                                                                 |
|             | |
|             | Cynotilapia axelrodi                                                                                             |
|             | |
|             | Cynotilapia pulpican                                                                                             |
|             | |